# Blessing Ejiofor
Pour les articles homonymes, voir Ejiofor.
Blessing Ejiofor, née le 2 septembre 1998, est une joueuse professionnelle de basket-ball nigériane . Elle est membre de l'équipe nationale nigériane.

## Biographie
Blessing Ejiofor est originaire d'Ebonyi, au Nigéria. Elle commence à jouer au basket-ball à l'âge de 13 ans. 
En 2014, alors  élève de deuxième année au lycée elle se rend aux États-Unis après avoir été recruté par l'Académie Evelyn Mack à Charlotte, en Caroline du Nord, en tant que joueuse de basket-ball. Elle rejoint le lycée Eastside à Paterson, dans le New Jersey, où elle a attiré l'attention pour son jeu de basket-ball et s'est vu offrir une bourse pour Vanderbilt.
A l'université,  elle joue au basket-ball universitaire avec l'Université Vanderbilt, puis l'Université de Virginie-Occidentale,,. Après sa carrière universitaire, elle joue professionnellement dans des clubs en Espagne et en France.

## Palmarès
- Vainqueur du Championnat d'Afrique féminin de basket-ball 2023 avec le Nigeria